# مامادو ساماسا (لاعب كرة قدم)
مامادو ساماسا (بالفرنسية: Mamadou Samassa)‏ هو لاعب كرة قدم مالي وفرنسي في مركز حراسة المرمى، ولد في 16 فبراير 1990 في مونتروي في فرنسا. شارك مع منتخب فرنسا تحت 18 سنة لكرة القدم ومنتخب فرنسا تحت 19 سنة لكرة القدم ومنتخب فرنسا تحت 20 سنة لكرة القدم ومنتخب مالي لكرة القدم. أما مع النوادي، فقد لعب مع سيفاسبور ونادي تروا ونادي غانغون.

## وصلات خارجية
- مامادو ساماسا (لاعب كرة قدم) على موقع اتحاد تركيا (لاعب) (الإنجليزية)
- مامادو ساماسا (لاعب كرة قدم) على موقع رابطة كرة القدم الفرنسية للمحترفين (الإنجليزية)
- مامادو ساماسا (لاعب كرة قدم) على موقع قاعدة بيانات كرة القدم.إي يو (الإنجليزية)
- مامادو ساماسا (لاعب كرة قدم) على موقع ليكيب (الفرنسية)
- مامادو ساماسا (لاعب كرة قدم) على موقع ناشيونال فوتبول تيمز (الإنجليزية)
- مامادو ساماسا (لاعب كرة قدم) على موقع Soccerway.com (الإنجليزية)
- مامادو ساماسا (لاعب كرة قدم) على موقع عالم كرة القدم.نت (الإنجليزية)
- مامادو ساماسا (لاعب كرة قدم) على موقع AS.com (الإسبانية)
- مامادو ساماسا (لاعب كرة قدم) على موقع GSA (الإنجليزية)